# Хун (король Східної Англії)
Хун або Гун (*Hun, д/н —після 749) — король Східної Англії з 749 року.

## Життєпис
Про походження замало відомостей. На думку дослідників належав до знаті англів, можливо навіть був елдорменом при королі Ельфвальді. У 749 році після смерті останнього разом з іншими елдорменами або дуксами Беорною і Етельбертом I стає королем Східної Англії. Обрання їх було здійснено вітенагемотом. Королівство було поділено на Норфолк, Саффолк та Елі.
Події, що відбувалися в Східній Англії після смерті Ельфвальда, в джерелах висвітлені в мізерній кількості. Більшість монастирів були незабаром розорені вікінгами, тому монастирські хроніки про цей час було практично знищено.
Разом з цим про самого Хуна майже нічого не відомо, не залишилось навіть викарбованих монет з його іменем. Тому вважається або він не був навіть королем чи помер доволі швидко після сходження на трон.